# 韦斯特汉姆 (英国议会选区)

選區在大倫敦的位置

韋斯特漢姆（英語：West Ham），英國國會一自治市選區，包括大倫敦的紐咸區西部。設於1997年。
本區自創始以來一直支持工黨。2010年大選中林·布朗以62.7%選票勝出該區連任。